# Maria von Baden (1473–1519)
Maria von Baden (* 2. Juli 1473; † Januar 1519), eine Tochter von Markgraf Christoph I. und Ottilie von Katzenelnbogen, war eine badische Markgräfin.
Maria von Baden war von 1496 bis 1519 Nachfolgerin ihrer Tante Margaretha von Baden als Äbtissin des Klosters Lichtenthal. Unter ihrer Amtszeit erwarb sie von Hans von Ramlingen die Hälfte der Lehensgefälle aus Bühlertal und der Hub bei Ottersweier. 1509 veranlasste sie die Trennung des Kirchspiels Sandweier von dessen Mutterkirche in Iffezheim; Sandweier wurde eigene Pfarrei unter dem Patronat des Klosters.